# Amrús ibn Yússuf
Amrús ibn Yússuf al-Muwàl·lad (àrab: عمروس بن يوسف المولد, ʿAmrūs b. Yūsuf al-Muwallad) (mort el 808/809 o 813/814) fou un mawla i general muladí de l'emir de Qúrtuba i un governador de Saraqusta.

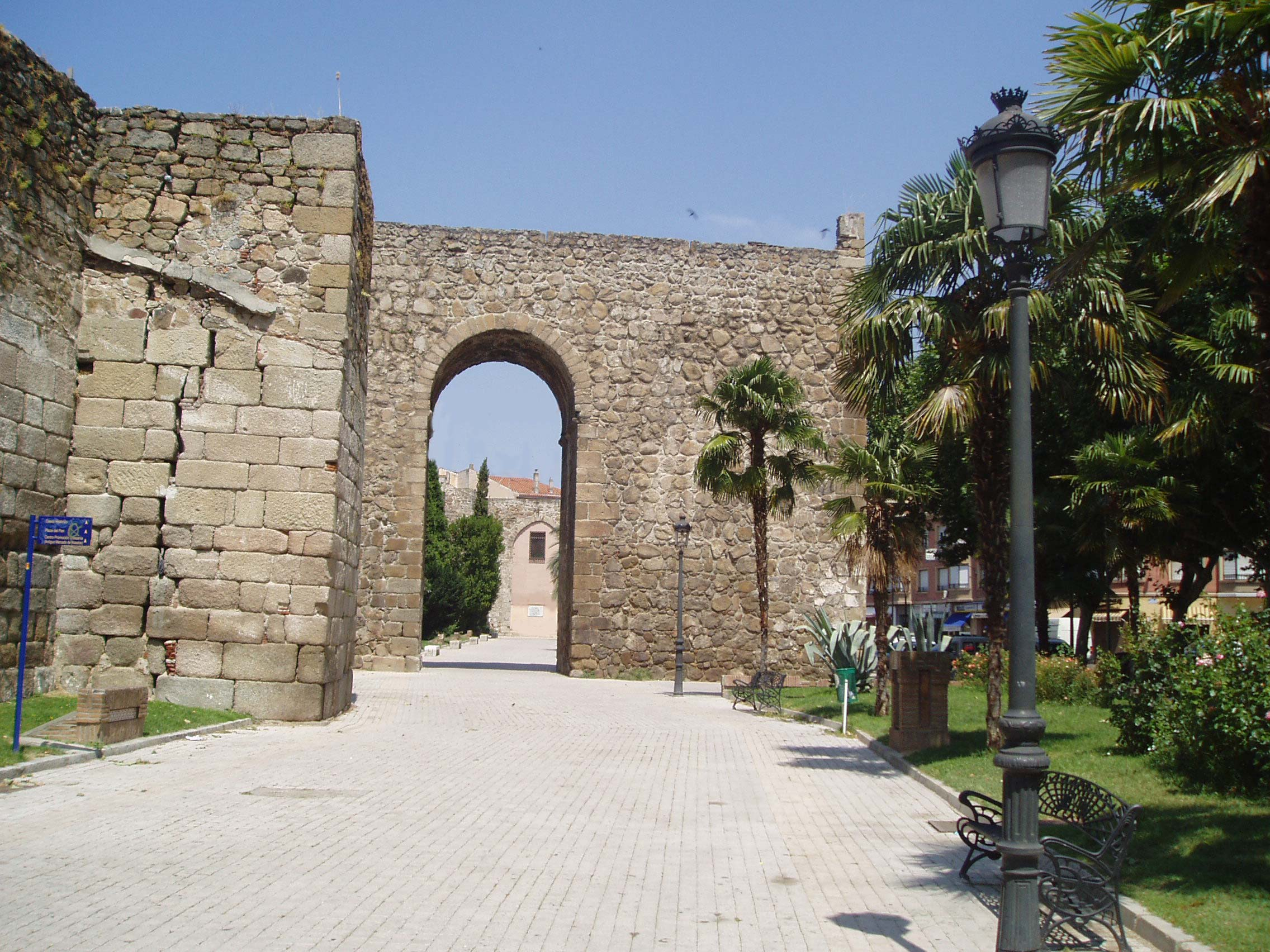
Muralles i castell àrab de Talavera de la Reina.

Amrús, nascut a Waixqa, i el seu parent Xabrit foren servidors d'Ayxun ibn Sulayman ibn Yaqdhan al-Arabí. Amrús es va unir al seu parent Matruh ibn Sulayman ibn Yaqdhan al-Arabí, germà d'Ayxun, quan aquest es va revoltar i va ocupar Saraqusta. El 791/792 va retornar a l'obediència de l'emir de Qúrtuba i ell i Sarhabil ibn Saltan az-Zawagí van atacar Matruh i el van matar. Aleshores Amrús es dirigí a Qúrtuba, on fou recompensat sent nomenat valí de Talabira. El 802 fou enviat des de Tulàytula, al front d'un exèrcit, a combatre un altre general revoltat a Saraqusta; va ocupar aquesta ciutat i la de Waixqa expulsant-ne Bahlul ibn Marzuq. Va fortificar Tutila, el govern de la qual el va donar al seu fill Yússuf ibn Amrús. Saraqusta es va revoltar altre cop el desembre del 802, ara sota Mussa ibn Fortun (Mussa I), un membre de la família muladita dels Banu Qassi, i Amrús la va sotmetre i en fou nomenat el 803/804 governador. El seu cosí Xabrit va rebre el govern de Waixqa. El 807 va sufocar una revolta a Tutila i a la mort del comte Aureolus (Oriol d'Aragó), va ocupar el comtat de Sobrarb, que els comtes d'Aragó no van recuperar fins a temps d'Asnar Galí I el 814. Aquests fets s'exposen segons la cronologia del cronista al-Udhrí, que narra que Amrús va tenir Saraqusta durant deu anys menys 40 dies i situa la seva mort el (813/814); però el propi al-Udhrí assenyala en altres llocs la seva mort el (808/809).